# Ransom Canyon (televíziós sorozat)
Ransom Canyon 2025-ös amerikai romantikus westernsorozat, amelyet April Blair alkotott, Jodi Thomas azonos című regénye alapján. A főbb szerepekben Josh Duhamel, Minka Kelly, Eoin Macken, Lizzy Greene és Garrett Wareing látható.
Az Amerikai Egyesült Államokban és Magyarországon 2025. április 17-én mutatta be a Netflix.

## Ismertető
Három marhatenyésztő családi dinasztia küzd a föld feletti uralomért, miközben életüket és örökségüket külső erők fenyegetik, amelyek mindenáron el akarják pusztítani életformájukat. Staten Kirkland egy szívszaggató veszteségből próbál felépülni, és bosszútól hajtva küzd. Staten egyetlen reménysugarát Quinn O’Grady jelenti, a régi családi barát és a helyi táncterem tulajdonosa. Ám miközben Ransom megmentéséért vívott harc egyre élesedik, egy titokzatos cowboy érkezik a városba, aki múltbéli titkokat hoz felszínre. Ahogy a hurok szorul, Staten mindent megtesz, hogy megvédje a földet, amit otthonának nevez – és az egyetlen szerelmet, amely képes lehet visszahúzni őt a múlt démonaitól.

## Szereplők

### Főszereplők
| Szereplők       | Színész         | Magyar hang       |
| --------------- | --------------- | ----------------- |
| Staten Kirkland | Josh Duhamel    | Bozsó Péter       |
| Quinn O'Grady   | Minka Kelly     | Ruttkay Laura     |
| Davis Collins   | Eoin Macken     | Varga Gábor       |
| Lauren Brigman  | Lizzy Greene    | Urbán-Szabó Fanni |
| Lucas Russell   | Garrett Wareing | Nagy Gereben      |
| Ellie Estevez   | Marianly Tejada | Dobó Enikő        |
| Yancy Grey      | Jack Schumacher | Hám Bertalan      |
| Reid Collins    | Andrew Liner    | Kerek Dávid       |
| Cap Fuller      | James Brolin    | Rosta Sándor      |

### Mellékszereplők
| Szereplők         | Színész               | Magyar hang    |
| ----------------- | --------------------- | -------------- |
| Stanley Kirkland  | Brett Cullen          |                |
| Katherine Bullock | Kate Burton           | Kovács Nóra    |
| Paula Jo          | Meta Golding          | Solecki Janka  |
| Jack Yellowbird   | Jaren Robledo         | Pupics Levente |
| Ashley Keo        | Jennifer Ens          | Hermann Lilla  |
| Freddie           | Kenneth Miller        | Varga Rókus    |
| Tim O'Grady       | Niko Guardado         | Penke Bence    |
| Kai               | Justin Johnson Cortez | Pál Tamás      |
| Kit               | Casey W. Johnson      | Czető Roland   |

### Magyar változat
- Magyar szöveg: Fuchs Gábor
- Hangmérnök és vágó: Zakar Sándor
- Gyártásvezető: Masoll Ildikó
- Szinkronrendező: Kermendi Balázs
- Produkciós vezető: Fekete Márk

A szinkront a Direct Dub Studios készítette.

## Epizódok
| Sor. | Év. | Cím                                                                                    | Rendező         | Író                                        | Premier           |
| ---- | --- | -------------------------------------------------------------------------------------- | --------------- | ------------------------------------------ | ----------------- |
| 1.   | 1.  | Ne hagyj elesni! (Don't Let Me Fall)                                                   | Amanda Marsalis | April Blair                                | 2025. április 17. |
| 2.   | 2.  | Biztos, mint a halál (Sure as the Day Is Long)                                         | Amanda Marsalis | April Blair                                | 2025. április 17. |
| 3.   | 3.  | A baj néha szórakoztató (Trouble Can Be Fun Sometimes)                                 | David McWhirter | Joe Fazzio                                 | 2025. április 17. |
| 4.   | 4.  | Az a fiú a mindenem (That Boy Is My Whole Heart)                                       | David McWhirter | Paul Haapaniemi                            | 2025. április 17. |
| 5.   | 5.  | Szeretem a titkokat (I Love a Good Secret)                                             | Meera Menon     | Laura Nava                                 | 2025. április 17. |
| 6.   | 6.  | Beszélnünk kell Reidről (We Need to Talk About Reid)                                   | Meera Menon     | Luca Rojas                                 | 2025. április 17. |
| 7.   | 7.  | Isten kegyelméből (By the Grace of God)                                                | Michael Offer   | Joe Fazzio                                 | 2025. április 17. |
| 8.   | 8.  | A rossz mag (The Bad Seed)                                                             | Michael Offer   | April Blair és Joe Fazzio                  | 2025. április 17. |
| 9.   | 9.  | Nagyjából örökre (About Forever)                                                       | Amanda Marsalis | Paul Haapaniemi                            | 2025. április 17. |
| 10.  | 10. | Talán itt az ideje, hogy Yancy Grey is meghaljon (Maybe It's Time Yancy Grey Dies Too) | Amanda Marsalis | April Blair, Joe Fazzio és Paul Haapaniemi | 2025. április 17. |

## A sorozat készítése
A Netflix 2023 decemberében rendelte meg a sorozatot tíz epizódra. A sorozatot April Blair alkotta meg, aki íróként és vezető producerként is közreműködött, Dan Angel mellett. A történet alapjául Jodi Thomas könyvsorozata szolgált. Az első két epizódot Amanda Marsalis rendezte.
A főszerepeket Josh Duhamel és Minka Kelly játsszák. Mellettük James Brolin, Lizzy Greene és Eoin Macken is feltűnik. 2024 januárjában további 13 szereplőt jelentettek be, köztük Marianly Tejada, Jack Schumacher, Garrett Wareing és Andrew Liner, valamint Philip Winchester vendégszereplőként csatlakozott. Meta Golding 2024 áprilisában csatlakozott a stábhoz.
A forgatás helyszínei között szerepelt Albuquerque, Santa Fe és Las Vegas. A forgatás 2024 februárja és júniusa között zajlott.